# 4938 (1986 CQ1)
4938 (1986 CQ1) је астероид главног астероидног појаса чија средња удаљеност од Сунца износи 2,353 астрономских јединица (АЈ).
Апсолутна магнитуда астероида је 13,2.